# スネルの窓

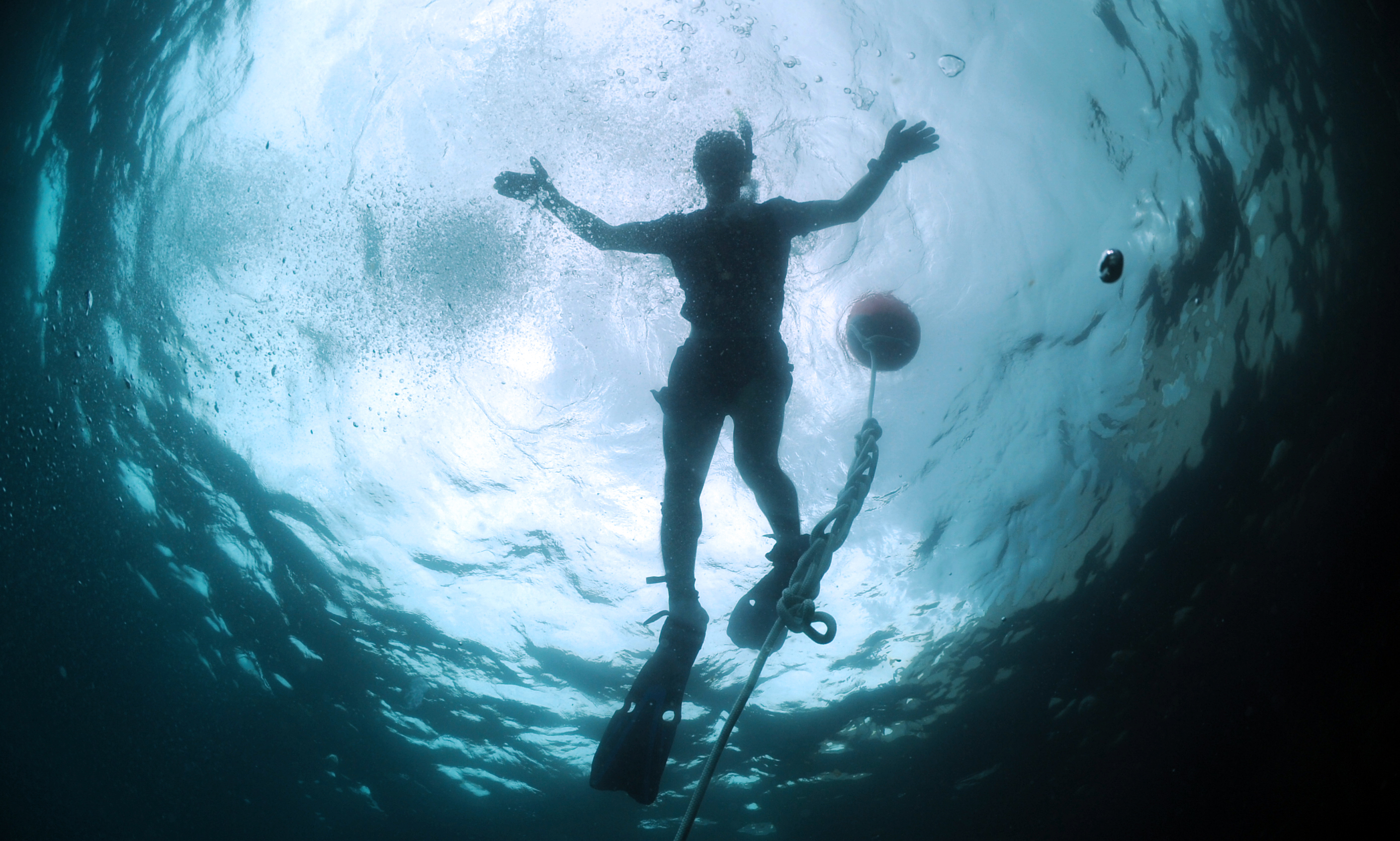
スネルの窓の中にいるダイバー。

スネルの窓（スネルのまど、英: Snell's window）またはスネルの円（スネルのえん、英: Snell's circle）、もしくは光学的マンホール（こうがくてきマンホール、英: optical man-hole）とは、水中から見上げたとき、水面より上にある全てのものが約97度に開いた円錐の中に収まって見える現象である。この現象が起こるのは、光が水中へ進むときにスネルの法則に従って屈折するからである。スネルの窓の外側の領域は完全に真っ黒か、もしくは水中にある物が水面で全反射して映る。
水中撮影では、被写体がスネルの窓の中に入るような水深から見上げた構図にすることがある。こうすることで被写体に逆光が当たって注目が集まりやすくなる。

## 画像の例

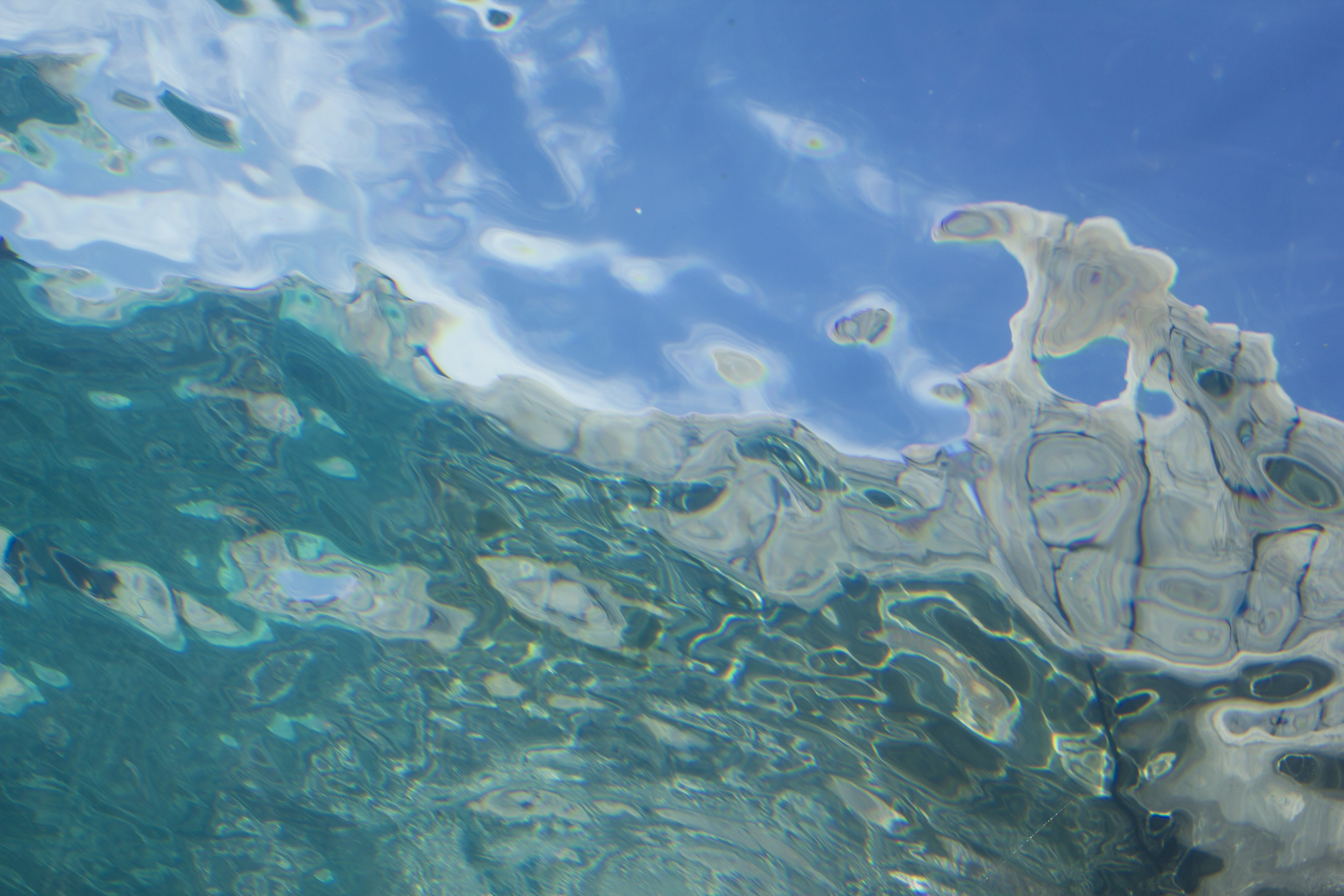
スネルの窓の縁（へり）。

理想的な状況下では、水面より上にあるもの全て（水平線まで）が完全な円に閉じ込められて見える。空気と水の境界での屈折により、スネルの窓は水面より上の180°の景色を約97°に圧縮し、魚眼レンズで撮ったものと似たような像を作る。明度は円周／水平線に向かうにつれて落ちていき、ゼロに達する。これは、浅い角度で水面に入射する光（入射角が90°に近い光線）はそのほとんどが屈折光ではなく反射光となるからである（フレネルの式を参照）。屈折はさざなみなどの水面の乱れの影響を非常に受けやすく、像の一部が歪んだり全体が乱雑に混ざりあった状態になったりする。水の濁度が高いと、像はその手前で散乱光のもやに遮られてしまう。